# پلاستیک (فیلم ۲۰۱۴)
«پلاستیک» (انگلیسی: Plastic) فیلمی در ژانر اکشن، سرقت، و کمدی است که در سال ۲۰۱۴ منتشر شد.